# ジェイアール・ラクィネル
ジェイアール・ラクィネル（Jayr Raquinel、1997年2月1日  - ）は、フィリピンのプロボクサー。第45代OPBF東洋太平洋フライ級王者。

## 来歴
2014年3月31日のプロデビュー戦はTKO勝ち。
その後2017年10月20日、リチャード・ロサレスとOPBF東洋太平洋フライ級暫定王座決定戦を行い、12回判定勝ちでOPBF暫定王座獲得に成功。
さらに2018年3月13日、後楽園ホールでOPBF東洋太平洋フライ級王者中山佳祐とOPBF東洋太平洋フライ級タイトルマッチを行い、9回2分1秒KO勝ちでOPBF王座獲得に成功。同年5月27日、和歌山ビッグウエーブでOPBF東洋太平洋フライ級13位の小坂駿とOPBF東洋太平洋フライ級タイトルマッチを行い、4回KO勝ちでOPBF王座初防衛に成功。
同年9月28日、ウラン・トロハツとWBCフライ級シルバー王座決定戦を行い、12回0-3判定負けで王座獲得に失敗。
そして2019年8月23日、後楽園ホールでOPBF東洋太平洋フライ級4位の粉川拓也とOPBF東洋太平洋フライ級タイトルマッチを行い、8回57秒TKO勝ちでOPBF王座2度目の防衛に成功。
2021年10月23日、フィリピンでジーメル・マグラモを相手に防衛戦を行うも、12回0-3（113-115、110-118、109-119）で判定負けを喫し、王座から陥落した。

## 獲得タイトル
- OPBF東洋太平洋フライ級シルバー王座
- 第45代OPBF東洋太平洋フライ級王座（防衛2）

## 戦績
- プロボクシング - 15戦12勝2敗1分（9KO）